# Кропивницький тролейбус
Кропивницький тролейбус — тролейбусна система міста Кропивницький. Власником тролейбусної мер є Кропивницька міська рада. Пасажирські перевезення тролейбусами забезпечує КП «Електротранс».

## Історія
Тролейбусний рух у Кропивницькому було відкрито 2 листопада 1967 року. Мережа була створена в рекордні строки — всього за 6 місяців було побудовано депо, тролейбусний парк, підстанції, прокладено десятки кілометрів дротів, облаштовані зупинки. В перший рейс, за маршрутом № 1 «Депо — ТЕЦ» довжиною майже 15 км, виїхав тролейбус за керуванням водія Івана Міхеєва. Перших тролейбусів було близько двох десятків. Це були вживані 5-7 річні тролейбуси Київ-2 та Київ-4, що надійшли з міста Києва.
За планом 80-x років тролейбусна мережа мала бути побудована:
- по вулиці Великій Пермській (нині — Європейський проспект), далі по вулиці Садовій і по вулиці Яновського до вулиці Героїв України;
- по проспекту Інженерів;
- по вулиці Ушакова (нині — вул. Святослава Хороброго)[5] в один бік до вулиці Яновського;
- по вулиці Героїв України в обидві сторони до 103-го мікрорайону (який не був збудований), де повинно було розміститись на перехресті з Малою кільцевою дорогою розворотне кільце;
- одностороння лінія від вул. Героїв України до перехрестя просп. Університетського та просп. Промислового;
- до Будівельного управління на Лелеківці;
- тролейбусне депо в районі Лісопаркової на 100 одиниць рухомого складу.

З цих планів була побудована лише лінія по Вулиці Попова та проспекту Винниченка.
До початку 2000-х років в місті працювало 10 маршрутів, останнім був відкритий кільцевий унікальний в своєму роді маршрут № 11.
Впродовж 2001—2003 років, окрім недофінансування, підприємство електротранспорту згубили маршрутні таксі, які справлялися оперативніше 17-річних ЗіУ-682. Часто бували випадки коли на два тижні, а то й на місяць відмикали тролейбусну мережу за несплату за електроенергію підприємство КЕТ «Електротранс» перед місцевою ТЕЦ. У 2001 році в місті вперше в історії демонтована тролейбусна лінія на ДБК (3 км за міською смугою), а також лінія на ТЕЦ у 2008 році.
У 2004 році господарство було передано в оренду «ЄТК» («Єлисаветградська транспортна кампанія»), які сяк-так привели до робочого стану, відремонтовано з близько 100 ЗіУ-682 30 діючих тролейбусів. У тому ж році місто придбало 5 тролейбусів ЮМЗ Т2, які працювали на маршрутах № 4, 5, 9, 10, але господарство продовжувало перебувати в стані застою, близького до погіршення.
З 26 квітня 2016 року тролейбуси повернулися до комунальної власності і підприємство змінило назву на КП «Електротранс».
13 травня 2024 року в Кропивницькому завершена експлуатація тролейбусів ЮМЗ Т2.

## Перспективи розвитку
У найближчий перспективі є відновлення контактної мережі до ТЕЦ та ЖБК. Відновлення роботи маршруту № 3 «ТЕЦ — ЖБК», який на відміну від маршруту № 5 курсуватиме вулицями Шевченка, Великою Перспективною через автостанцію № 2.

## Маршрути

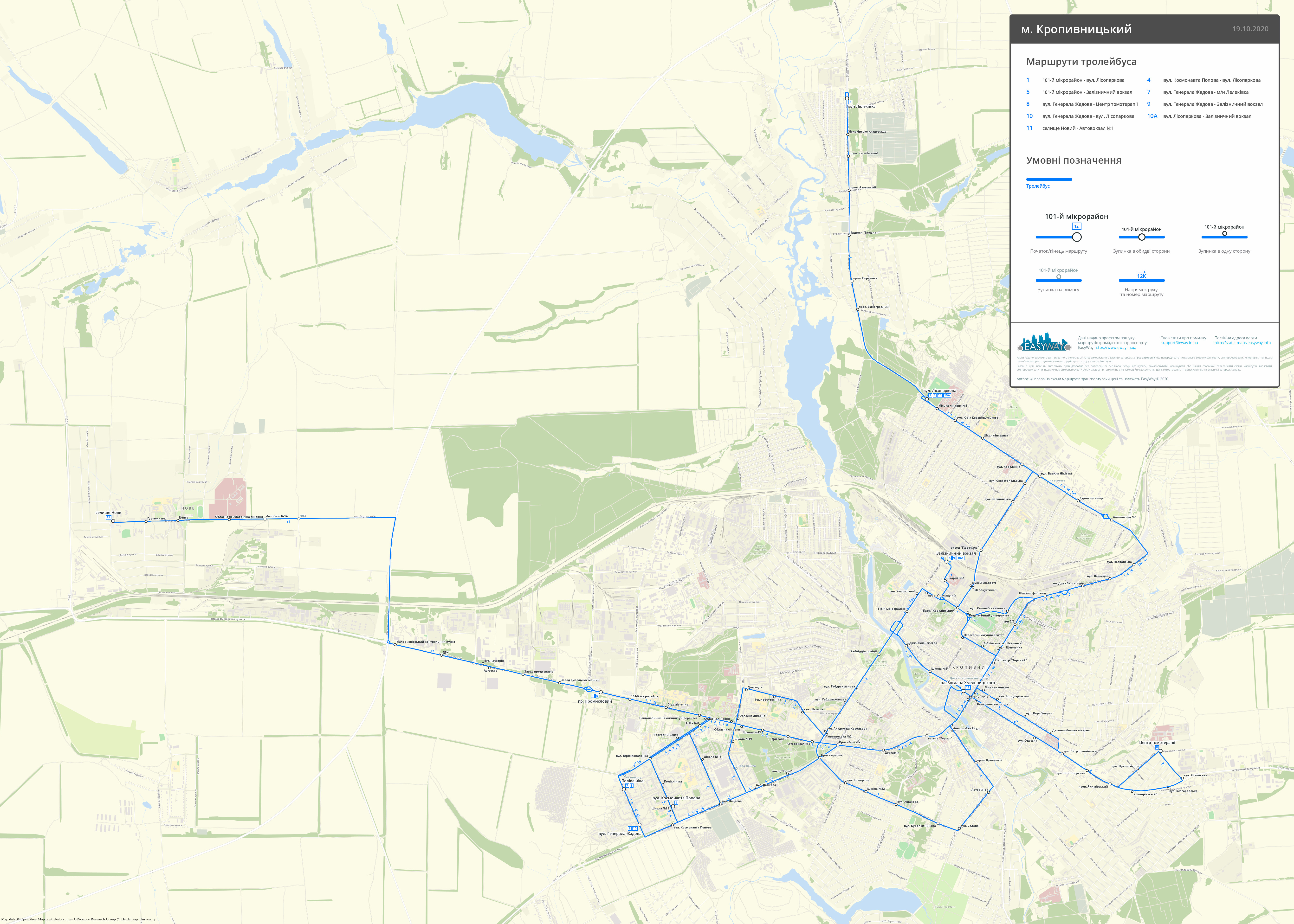
Схема тролейбусних маршрутів у місті Кропивницький

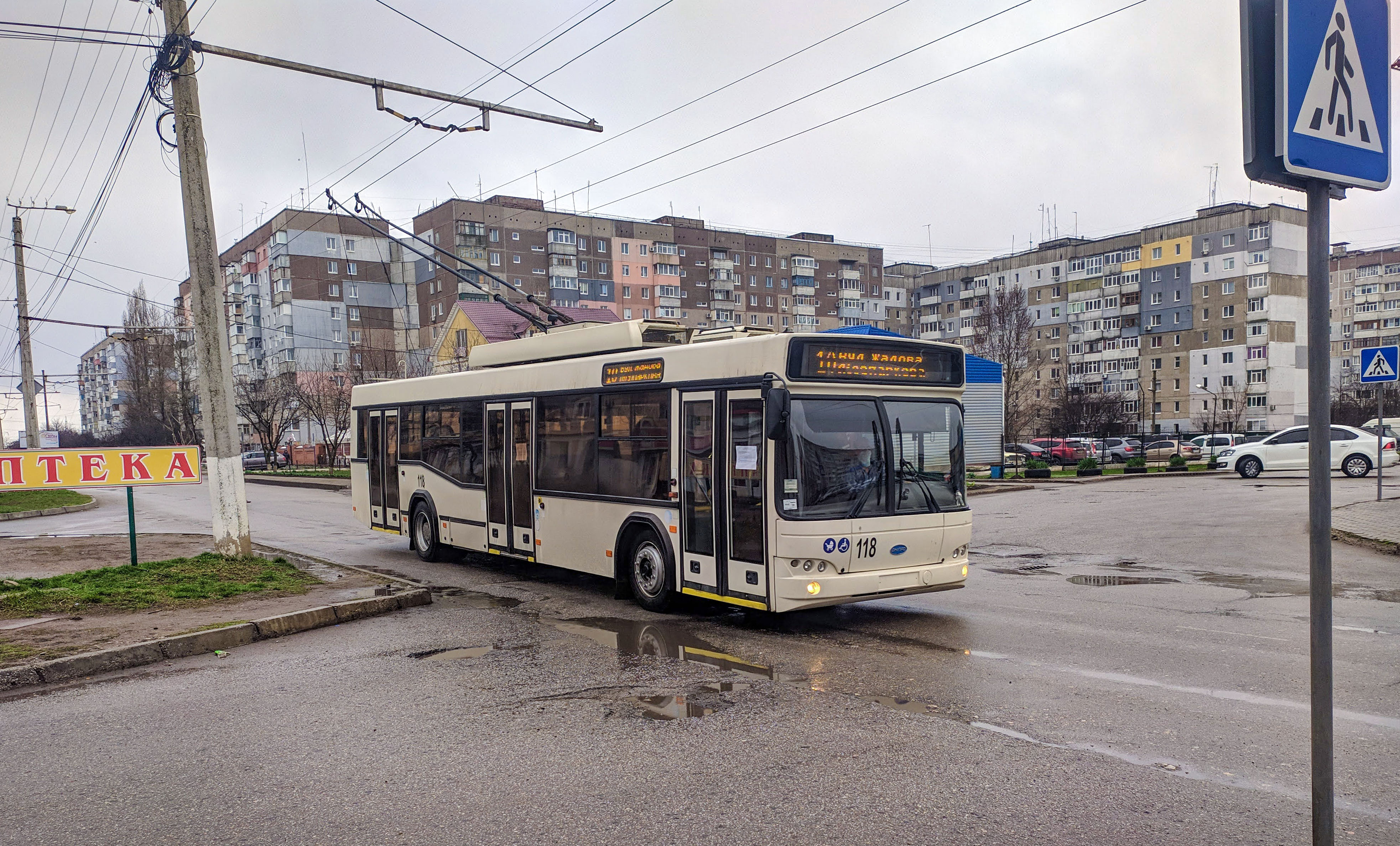
Дніпро Т103 на вулиці Державності (маршрут № 10)

| Тролейбусні маршрути в місті Кропивницький | Тролейбусні маршрути в місті Кропивницький | Тролейбусні маршрути в місті Кропивницький                                                                                              | Тролейбусні маршрути в місті Кропивницький |
| №                                          | Схема маршруту | Кінцеві пункти | Примітки |
| ------------------------------------------ | --- | --- | --- |
| 1                                          | Промисловий проспект — просп. Учнівський — вул. Героїв Рятувальників — вул. Корольова (у зворотному напрямку — вул. Євгена Тельнова) — вул. Вокзальна — вул. Євгена Чикаленка — пл. Дружби — вул. Короленка — Лісопаркова                                                                                       | Промисловий проспект — Лісопаркова | Відновлено рух з 3 липня 2015 року. Випуск — 4 машини |
| 2                                          | Вулиця Леоніда Каденюка (вул. Волкова) — вул. Євгена Тельнова (вул. 50 років Жовтня) — вул. Соборна (вул. Карла Маркса) — вул. Полтавська (вул. Уфімська) — Аеропорт | Вулиця Леоніда Каденюка — Аеропорт | |
| 3                                          | | ЖБК — ТЕЦ | |
| 4                                          | | Вулиця Незалежності — Лісопаркова | Маршрут був відкритий у грудні 1987 року. Відновлений рух з 2 лютого 2015 року.                                                                                 |
| 5                                          | Промисловий проспект — вул. Вокзальна | Промисловий проспект — Залізничний вокзал                                                                                               | Відновлено рух з 27 лютого 2019 року. Тролейбуси з автономним ходом курсують за новим маршрутом.                                                                |
| 6                                          | | Залізничний вокзал — Лісопаркова | |
| 7                                          | | Вулиця Державності — Лелеківка | Відновлено рух з 24 жовтня 2019 року. Тролейбуси з автономним ходом курсують за новим маршрутом                                                                 |
| 7A                                         | | Вулиця Державності — Лелеківка | На відміну від маршруту № 7 прямує вулицею Братиславською |
| 8                                          | | Вулиця Державності — Онкодиспансер | Відновлено рух з 7 квітня 2020 року. Тролейбуси з автономним ходом курсують за новим маршрутом                                                                  |
| 9                                          | | Вулиця Державності — Залізничний вокзал                                                                                                 | Відновлено рух з 25 січня 2019 року з узгодженою прив'язкою до графіка руху поїзда «Столичний експрес» сполученням Київ — Кропивницький                         |
| 10                                         | Лісопаркова — вул. Короленка — вул. Велика Перспективна — вул. Соборна — вул. Героїв України — Вулиця Державності — вул. Академіка Коваленка — вул. Євгена Тельнова — вул. Соборна — пл. Дружби народів — Лісопаркова                                                                                           | Лісопаркова — Вулиця Державності — Лісопаркова                                                                                          | |
| 10                                         | | Вулиця Державності — Вулиця Державності                                                                                                 | |
| 10                                         | | Пл. Богдана Хмельницького (сквер Декабристів) — вул. Державності (вул. Генерала Жадова) — пл. Богдана Хмельницького (сквер Декабристів) | |
| 10                                         | | Швейна фабрика — Вулиця Державності — Швейна фабрика                                                                                    | |
| 10А                                        | | Лісопаркова — Залізничний вокзал | Нічний маршрут, відкритий з 11 вересня 2017 року. Випуск складав 1 машина. Працював з 22:00 до 00:28.                                                           |
| 11                                         | | Пл. Богдана Хмельницького — Автостанція № 2 — Селище Нове                                                                               | Відновлено рух з 18 жовтня 2020 року. Маршрут обслуговували тролейбуси з автономним ходом. Наразі до селища Нове курсує муніципальний автобусний маршрут № 274. |
| А                                          | Вулиця Героїв Рятувальників (вул. Волкова) — вул. Є. Тельнова (вул. 50 років Жовтня) — вул. Вокзальна (вул. Жовтневої революції) — просп. Винниченка — Готель «Київ» — вул. Євгена Тельнова (вул. 50 років Жовтня) — вул. Героїв України (вул. Героїв Сталінграда) — Вулиця Героїв Рятувальників (вул. Волкова) | Вулиця Героїв Рятувальників (вул. Волкова) — Готель «Київ»                                                                              | Кільцевий за годинниковою стрілкою. Піковий працював у робочі дні до 1985 року.                                                                                 |
| 12                                         | Лісопаркова — вул. Короленка — вул. Соборна (вул. Карла Маркса) — вул. Героїв України (вул. Героїв Сталінграда) — Вулиця Державності (вул. Генерала Жадова) — вул. А. Коваленка (вул. Генерала Конєва) — вул. Соборна (вул. Карла Маркса) — вул. Короленка — Лісопаркова                                        | Лісопаркова — Вулиця Державності (вул. Генерала Жадова) — Лісопаркова                                                                   | |

### Хронологія змін маршрутів
У 1990-х роках діяло 11 маршрутів. Наприкінці 1990-х — початку 2000-х років було закрито 9 маршрутів (окрім № 4 та 10).
У 2003 році відновлено маршрути № 5, 9, з 2004 року — маршрути № 1 та 2.
У 2005—2006 роках діяв маршрут № 6 «Залізничний вокзал — Лісопаркова» (раніше закритий наприкінці 1990-х років).
У 2006 році відкритий маршрут № 3.
У 2015 році відновлені маршрути № 1 та 4.
25 січня 2017 року відновлений рух маршруту № 9 з прив'язкою до графіка руху поїзда «Столичний експрес» сполученням Київ — Кропивницький.
11 вересня 2017 року відкритий нічний маршрут № 10А «Лісопаркова — Залізничний вокзал». Графік руху змінено та узгоджений з розкладом руху поїзда № 789/790 сполученням Київ — Кропивницький. Час роботи маршруту з 22:00 до 00:28. Робота маршруту № 9 продовжена до 00:10.
З 9 січня 2018 року маршрут № 1 прямував не вулицею Академіка Корольова, а вулицею Євгена Тельнова (проспект Правди) в обох напрямках. З 1 лютого 2018 року, через скарги мешканців мікрорайону «Черемушки», маршруту № 1 відновлена колишня схема руху вулицею Академіка Корольова. Випуск і інтервали збережені.
З 27 лютого 2019 року відновлений рух маршруту № 5, який обслуговують тролейбуси з автономним ходом за новим маршрутом. Прямий напрямок: 101-й мікрорайон — автовокзал № 2 — вул. Яновського — вул. Садова — Європейський просп. (вул. Велика Пермська) — вул. Велика Перспективна — просп. Винниченка — вул. Вокзальна — Залізничний вокзал. Зворотній напрямок: Залізничний вокзал — вул. Вокзальна — просп. Винниченка — вул. Велика Перспективна — Європейський просп. (вул. Велика Пермська) — вул. Садова — вул. Яновського — вул. Героїв України — вул. Героїв Рятувальників (вул. Волкова) — 101-й мікрорайон.
З 24 жовтня 2019 року відновлено маршрут № 7. На цьому маршруті курсують тролейбуси з автономним ходом за новим маршрутом. Прямий напрямок: Вулиця Державності (вул. Жадова) — вул. Героїв України — вул. Леоніда Каденюка (вул. Пацаєва) — Університетський просп. — вул. Шевченка — вул. Миколи Левицького — Лелеківка.
З 7 квітня 2020 року відновлено маршрут № 8. На цьому маршруті курсують тролейбуси з автономним ходом за новим маршрутом «Вулиця Державності (вул. Генерала Жадова) — Обласний онкологічний диспансер».
З 18 жовтня 2020 року відновлений маршрут № 11. На цьому маршруті курсували тролейбуси з автономним ходом за новим маршрутом  «Автовокзал № 1 — селище Нове».

## Рухомий склад

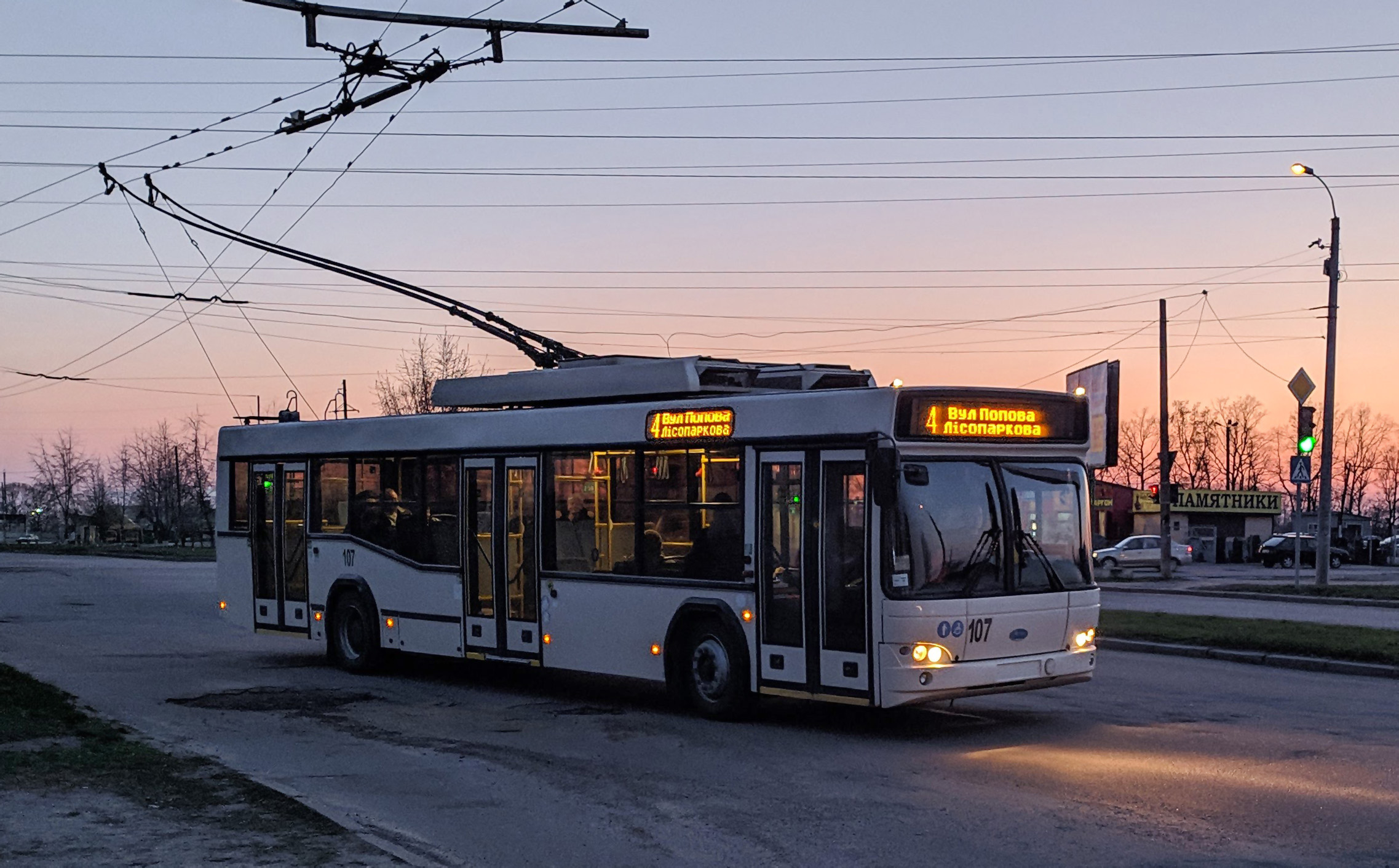
Дніпро Т103 на вулиці Юрія Коваленка (маршрут № 4)

10 жовтня 2016 року у електронній системі ProZorro відбувся аукціон, яким було визначено переможця у тендері на поставку 20 нових тролейбусів Дніпро Т103. Переможцем торгів стало ТОВ «ДУОТРАНС» з міста Дніпро
| Діючий рухомий склад | Діючий рухомий склад | Діючий рухомий склад | Діючий рухомий склад          |
| Країна               | Виробник             | Модель               | Кількість (станом 01.08.2025) |
| -------------------- | -------------------- | -------------------- | ----------------------------- |
| ,                    | МАЗ / Південмаш      | Дніпро Т103          | 20                            |
| Україна              | Південмаш            | Дніпро Т203          | 21                            |
|                      |                      | Всього:              | 41                            |

Виведені з експлуатації та очікують списання тролейбуси:
- 9 ЗіУ-682
- 2 ЛАЗ Е183D1
- 1 ЮМЗ Т2.

## Оплата проїзду

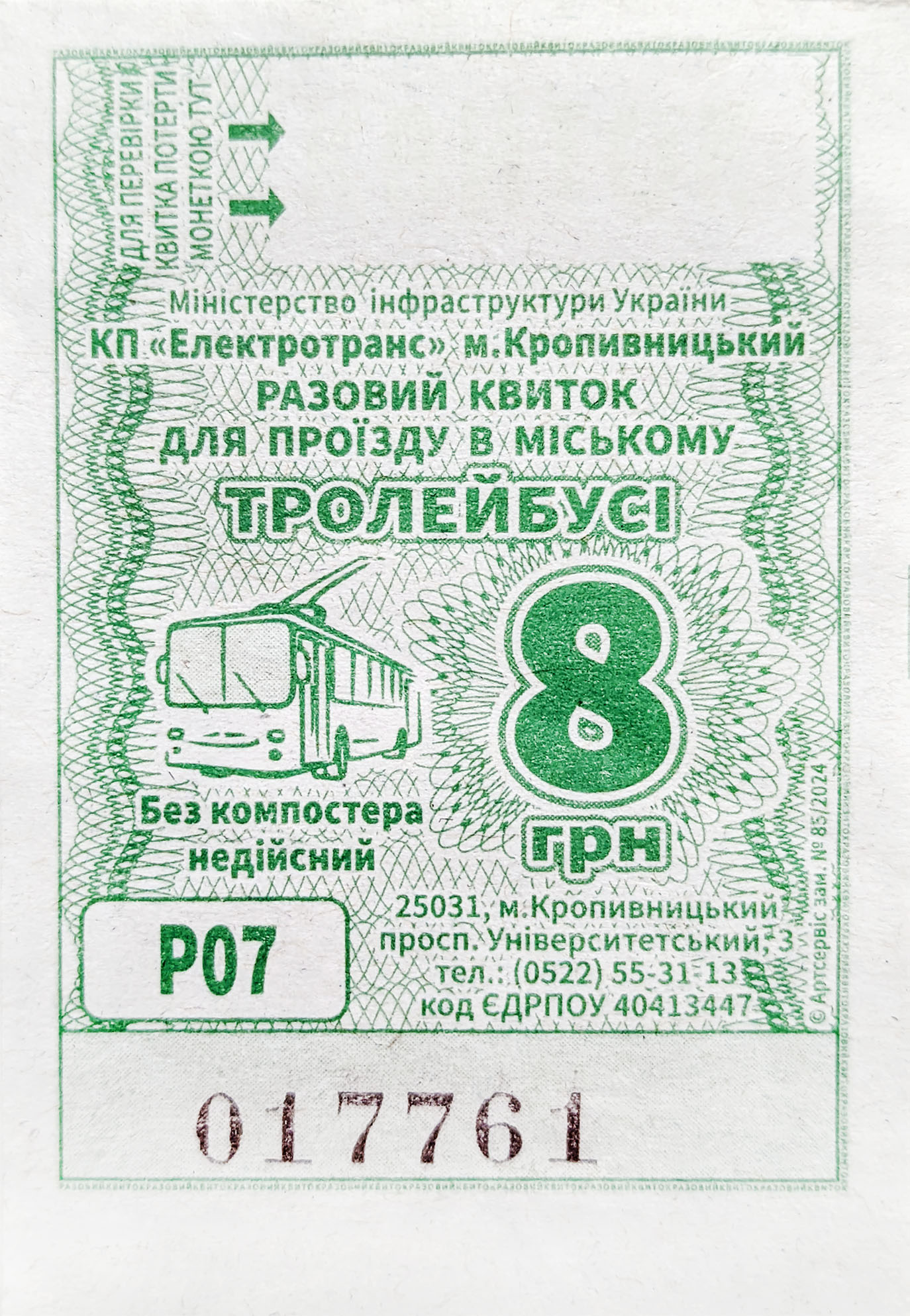
Разовий квиток

З 3 січня 2025 року вартість проїзду у тролейбусах становить 8 гривень.
Проїзд оплачується кондуктору, а за його відсутності — водієві. Потрібно погасити квиток компостером, однак квиток дійсний лише в тому тролейбусі, де його було придбано.
Вартість разового квитка наприкінці 2000-х років становила 50 копійок, що було на той час найдешевшою ціною квитка серед міст України.
| Динаміка зростання вартості проїзду в тролейбусах |                          |          |
| Дата встановлення тарифу                          | Вартість проїзду, ₴      | Підстава |
| ------------------------------------------------- | ------------------------ | -------- |
| 1980-ті                                           | 0,04 крб                 |          |
| 1990                                              | 0,05 крб                 |          |
| березень 1991                                     | 0,15 — 0,30 крб          |          |
| 1992                                              | 0,50 крб — 1 крб — 5 крб |          |
| 1993                                              | 10 — 50 — 100 крб        |          |
| 1994                                              | 1000 — 10000 крб         |          |
| 1995                                              | 10000 крб                |          |
| 1996                                              | 20000 крб                |          |
| вересень 1996                                     | 0,20                     |          |
| 1997                                              | 0,25 — 0,30              |          |
| 15 липня 2004                                     | 0,50                     | [ 20 ]   |
| 2 січня 2010                                      | 1                        | [ 21 ]   |
| 10 серпня 2013                                    | 1,25                     | [ 22 ]   |
| 3 травня 2014                                     | 1,50                     |          |
| 15 червня 2015                                    | 2,50                     | [ 23 ]   |
| 13 березня 2021                                   | 5                        | [ 24 ]   |
| 11 грудня 2021                                    | 6                        | [ 25 ]   |
| 3 січня 2025                                      | 8                        | [ 16 ]   |

## Статистична інформація

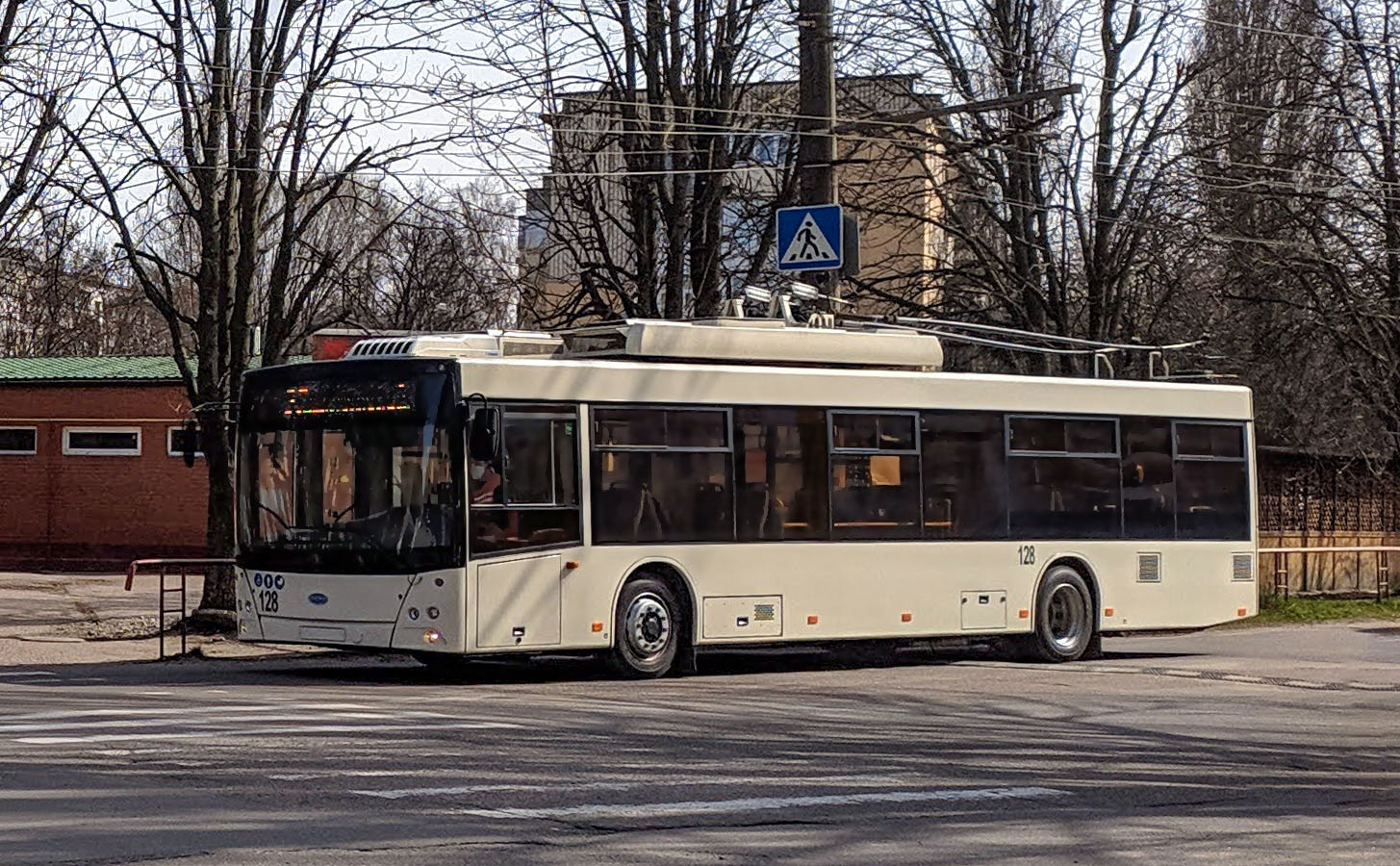
Дніпро 203 на вулиці Леоніда Каденюка (маршрут № 5)

| Статистична інформація | Статистична інформація          | Статистична інформація                | Статистична інформація                                                  |
| Рік                    | Перевезено пасажирів, тис. чол. | Кількість машин (на кінець року), од. | Експлуатаційна довжина контактної мережі (в однопутному обчисленні), км |
| ---------------------- | ------------------------------- | ------------------------------------- | ----------------------------------------------------------------------- |
| 1990                   | ~ 42 000                        | 105                                   | —                                                                       |
| 1995                   | 13 693,9                        | 95                                    | —                                                                       |
| 1996                   | 24 728,0                        | 95                                    | —                                                                       |
| 1997                   | 37 104,5                        | 95                                    | —                                                                       |
| 1998                   | 44 602,3                        | 93                                    | —                                                                       |
| 1999                   | 43 940,5                        | 87                                    | —                                                                       |
| 2000                   | 41 506,6                        | 79                                    | 56                                                                      |
| 2001                   | 9 215,0                         | 77                                    | 56                                                                      |
| 2002                   | 12 166,0                        | 70                                    | 56                                                                      |
| 2003                   | 15 965,4                        | 67                                    | 56                                                                      |
| 2004                   | 16 647,4                        | 67                                    | 52                                                                      |
| 2005                   | 20 993,4                        | 56                                    | 53                                                                      |
| 2006                   | 19 836,8                        | 56                                    | 52                                                                      |
| 2007                   | 18 638,7                        | 56                                    | 52                                                                      |
| 2008                   | 23 516,1                        | 41                                    | 52                                                                      |
| 2009                   | 22 891,7                        | 42                                    | 52                                                                      |
| 2010                   | 2 796,6                         | 29                                    | 52                                                                      |
| 2011                   | 4 288,5                         | 30                                    | 52                                                                      |
| 2012                   | 4 025,6                         | 26                                    | 52                                                                      |
| 2013                   | 4 545,2                         | 26                                    | 52                                                                      |
| 2014                   | 5 298,7                         | 26                                    | 52                                                                      |
| 2015                   | 9 476,5                         | 27                                    | 52                                                                      |
| 2016                   | 6 723,6                         | 31                                    | 52,7                                                                    |
| 2017                   | 15 610,4                        | 31                                    | 52,7                                                                    |
| 2018                   | 18 591,5                        | 35                                    | 52,7                                                                    |
| 2019                   | 26 070,0                        | 42                                    | 52,7                                                                    |
| 2020                   | 15 005,5                        | 52                                    | 52,7                                                                    |
| 2021                   | 21 701,9                        | 52                                    | 52,7                                                                    |
| 2022                   | 18 054,6                        | 52                                    | 52,7                                                                    |
| 2023                   | 20 402,3                        | 52                                    | 52,5                                                                    |
| 2024                   | 22 433,5                        | 52                                    | 52,5                                                                    |

## Галерея

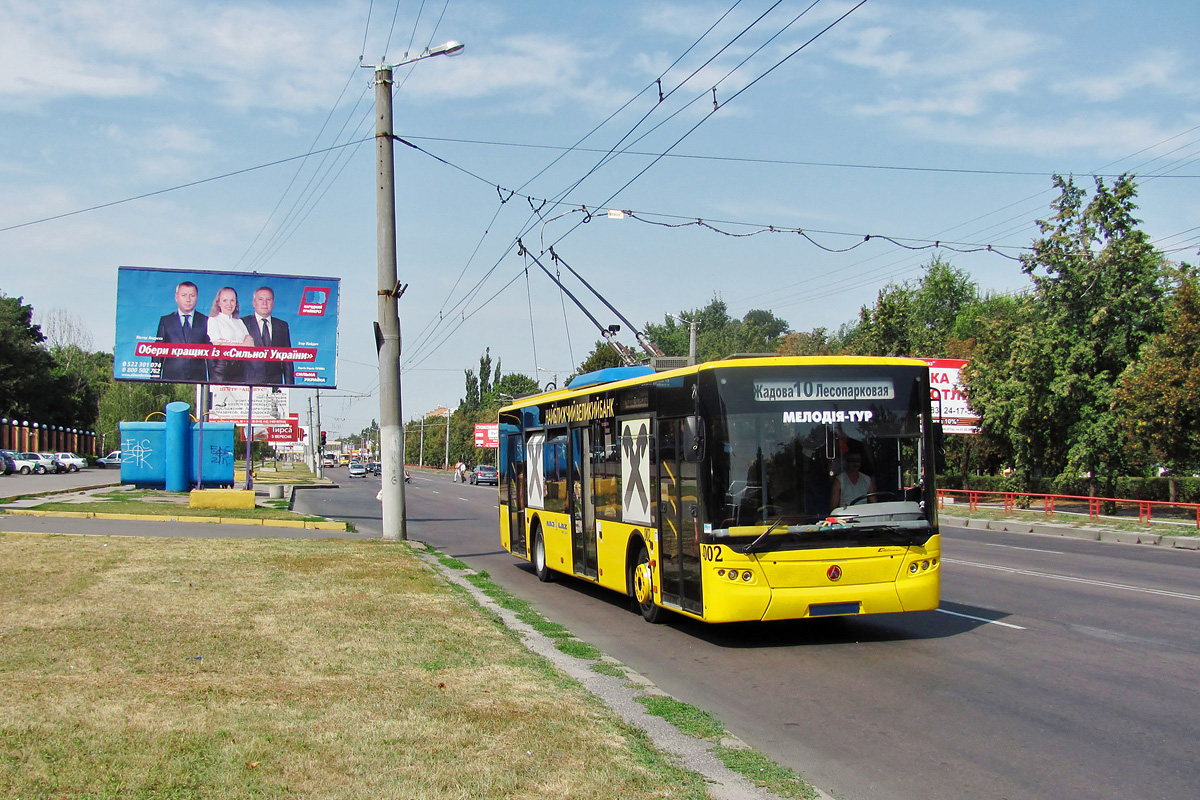
ЛАЗ E183D1 (№ 002)
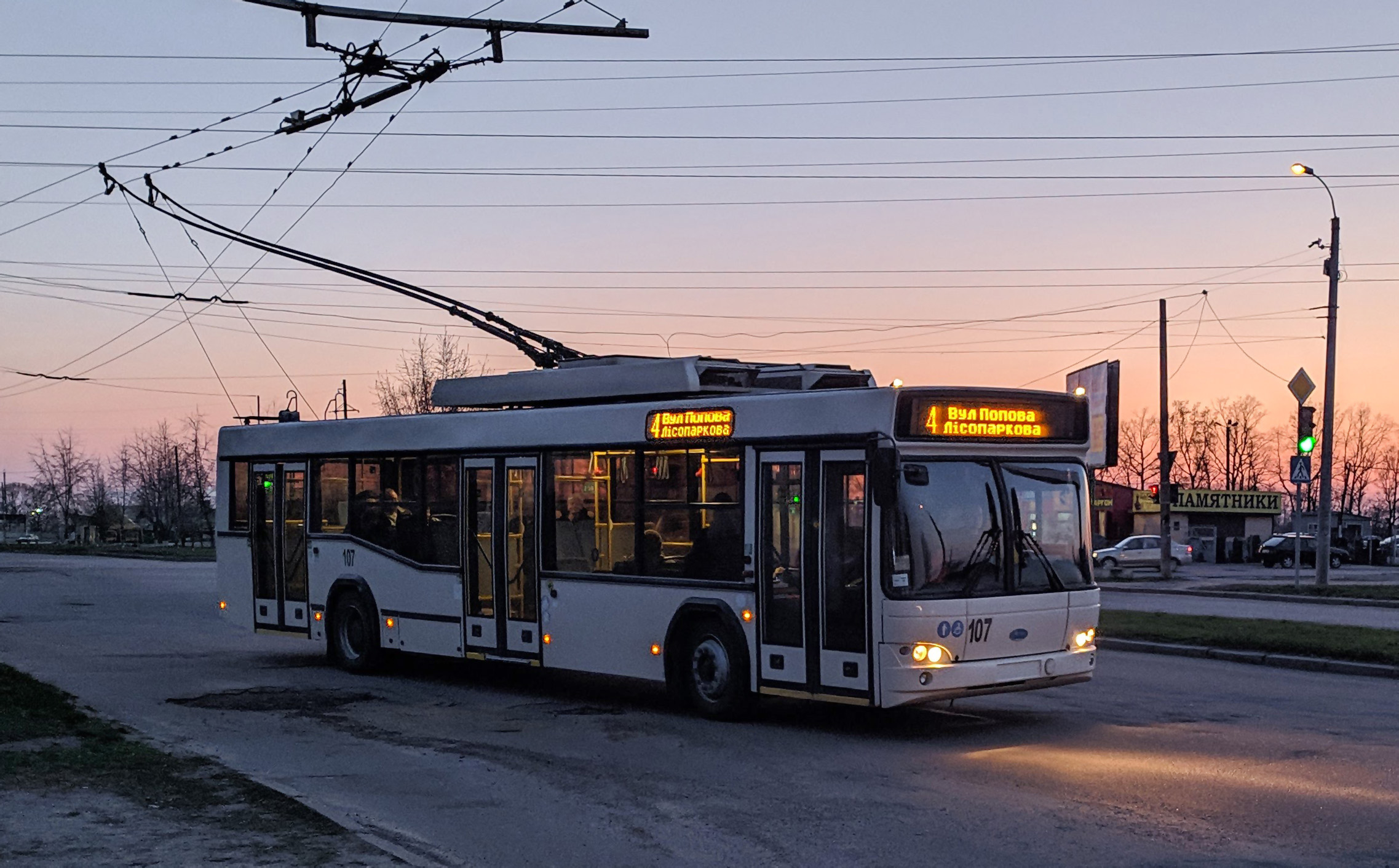
Дніпро Т103 (№ 107)
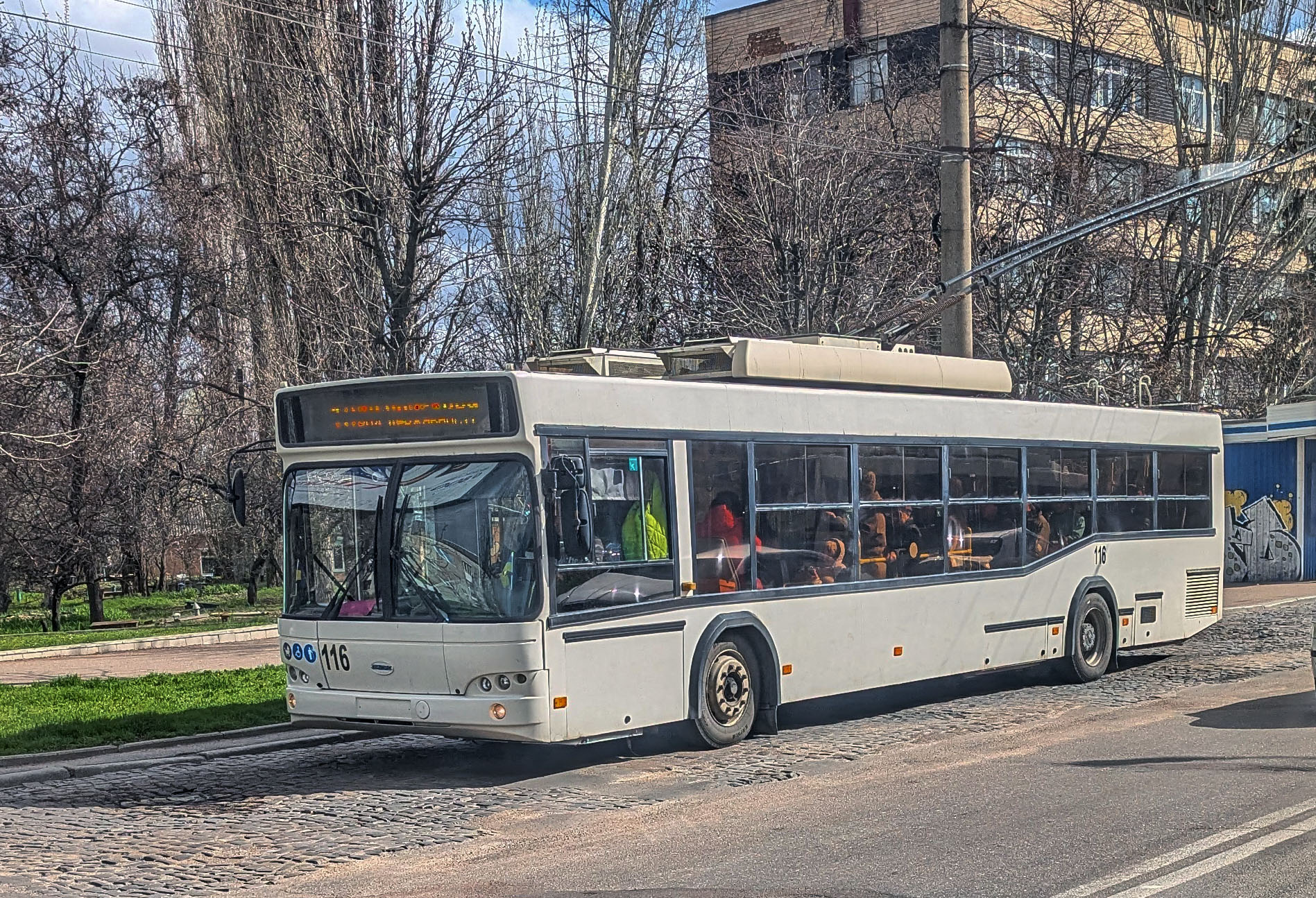
Дніпро Т103 (№ 116)
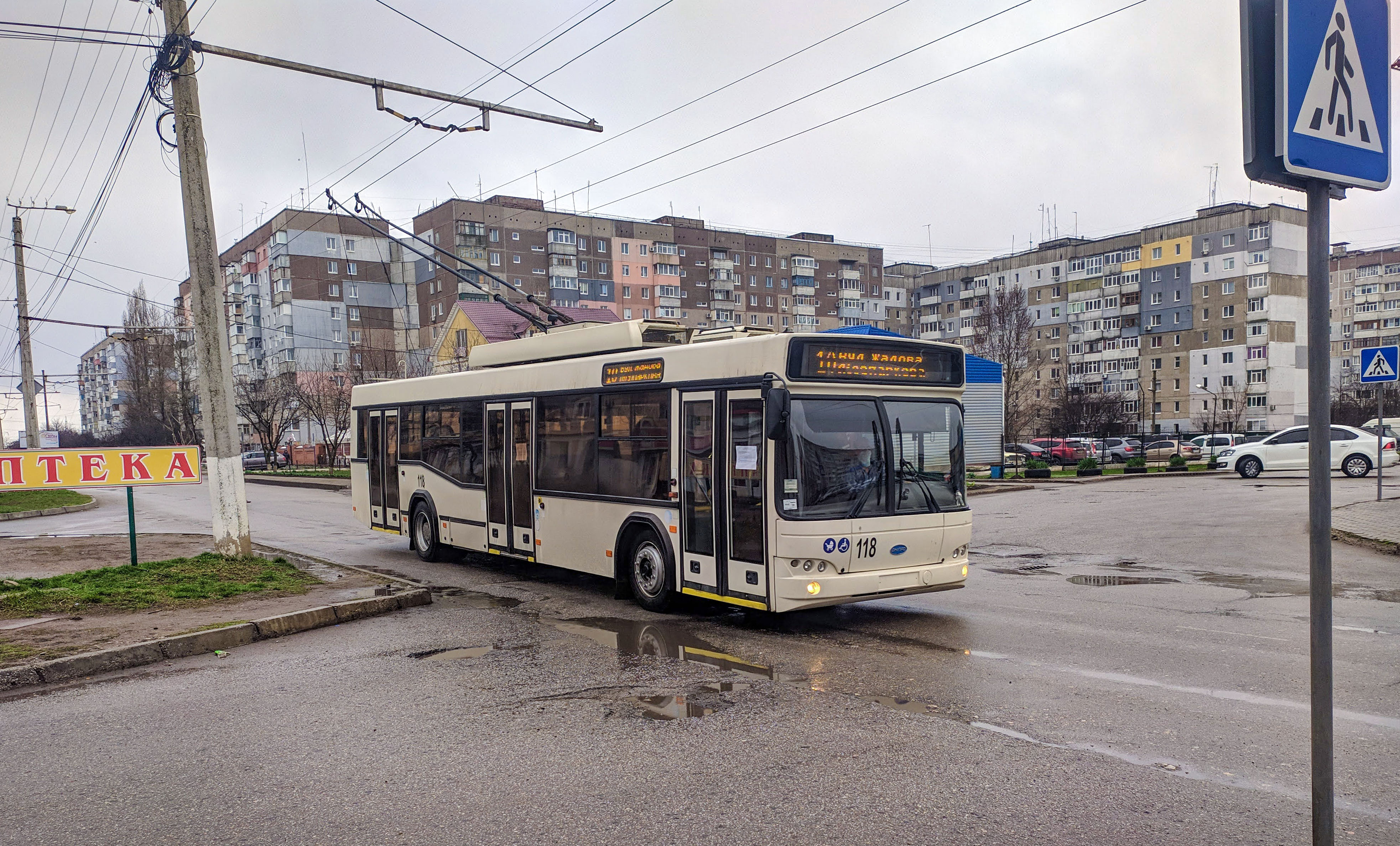
Дніпро Т103 (№ 118)
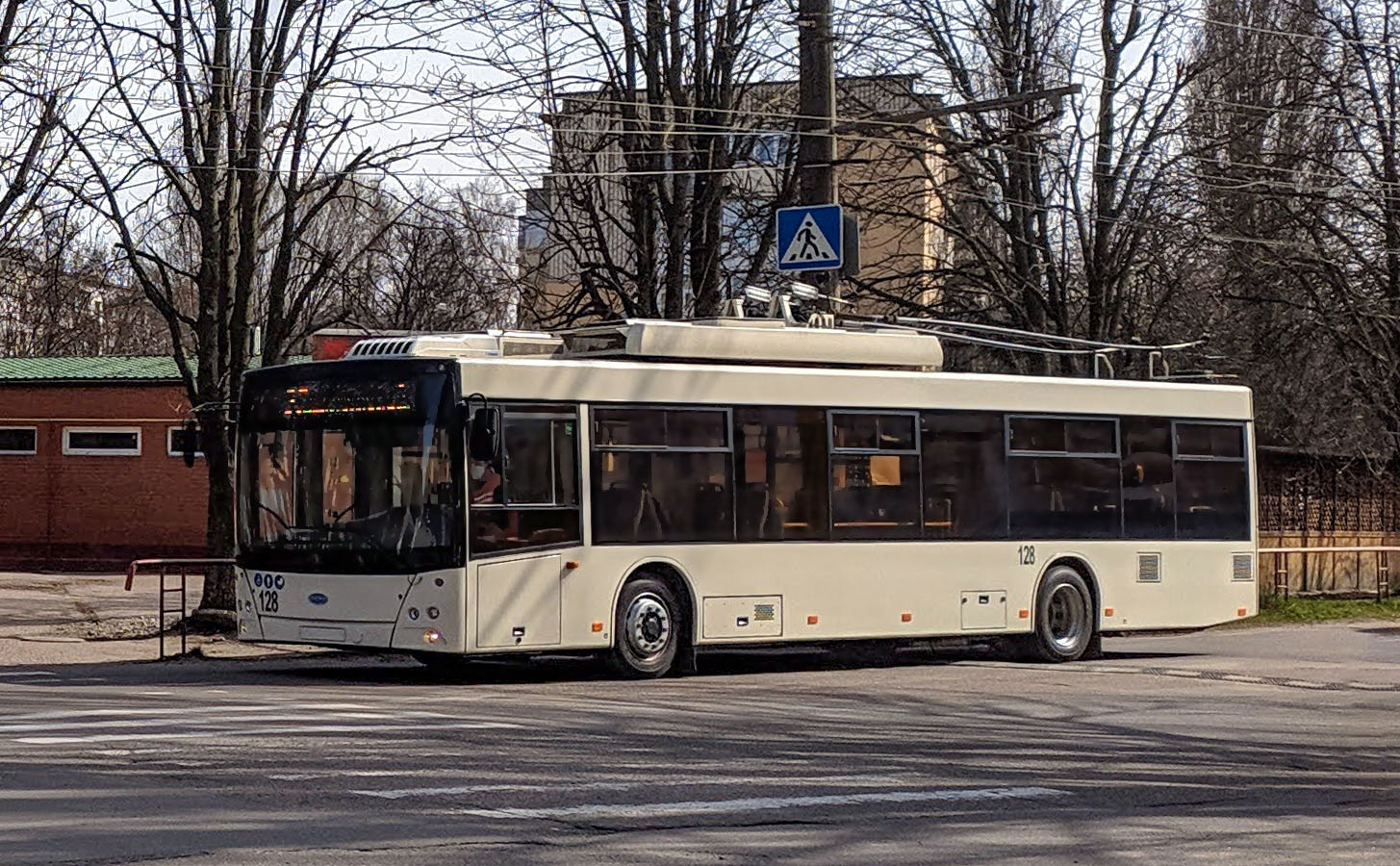
Дніпро Т203 (№ 128)
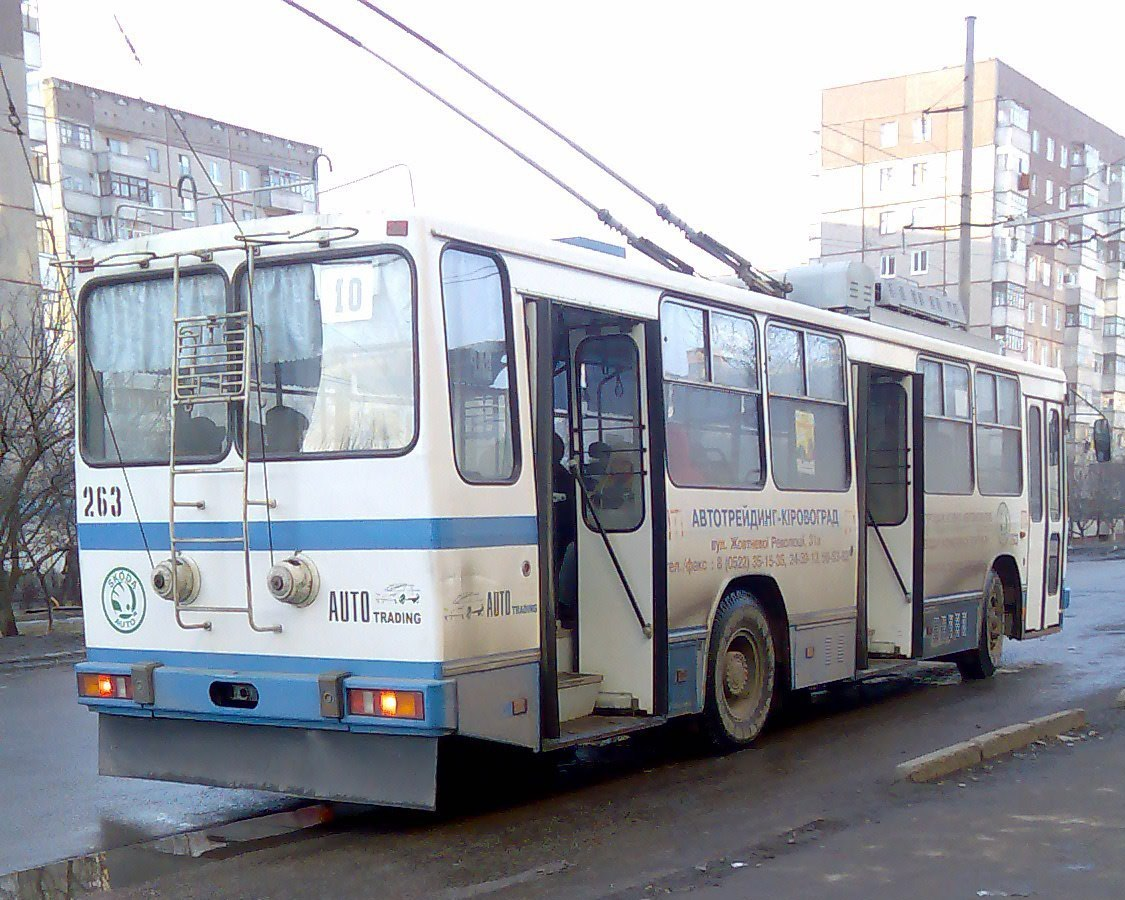
ЮМЗ Т2 (№ 263) на вулиці Державності (вул. Генерала Жадова)